# Чеботарёв, Владимир Николаевич (футболист)
Влади́мир Никола́евич Чеботарёв (26 декабря 1947, Алма-Ата — 27 марта 2012, Павлодар) — советский и казахстанский футболист, тренер. Один из лучших бомбардировов казахстанского футбола. Воспитанник алма-атинского футбола. Мастер спорта СССР.

## Достижения в качестве игрока

### Командные
- Победитель Первой лиги СССР: 1976
- Победитель Второй лиги СССР: 1978, 1980
- Обладатель Кубка Международного спортивного союза железнодорожников (USIC — 1969/71)